# Tour de France 2018/20. Etappe
Die 20. Etappe der Tour de France 2018 führte am 28. Juli 2018 über 31 Kilometer als Einzelzeitfahren von Saint-Pée-sur-Nivelle nach Espelette im französischen Baskenland.
Der Parcours des Zeitfahrens war wellig und wies zahlreichen Kurven auf. Die Strecke begann auf den ersten 1,5 Kilometern mit einer 5-prozentigen Steigung. Vier Kilometer vor dem Ziel folgte über einen Kilometer eine weitere Steigung mit 9 Prozent Steigung.
Etappensieger wurde Tom Dumoulin (Team Sunweb) mit einer Sekunde Vorsprung vor dem Vorjahresgesamtsieger Chris Froome und 14 Sekunden Vorsprung vor dem Träger des Gelben Trikots Geraint Thomas (beide Team Sky). Thomas verteidigte damit seine Gesamtführung vor Dumoulin. Froome übernahm den dritten Gesamtrang von Primož Roglič, der als Etappenachter 1:12 Minuten verlor.
An den ersten beiden Zeitmesspunkten nach 13 und 22 Kilometern führte Thomas, verlor diese Führung, nachdem er durch die Sportliche Leitung beeinflusst wurde, in den Kurven weniger Risiko einzugehen.

## Punktewertung
| Einzelzeitfahren in Espelette nach 31 km auf 75 m |                        |                            |         |
| 1.                                                | Niederlande            | Tom Dumoulin (SUN)         | 20 Pkt. |
| 2.                                                | Vereinigtes Konigreich | Chris Froome (SKY)         | 17 Pkt. |
| 3.                                                | Vereinigtes Konigreich | Geraint Thomas (SKY)       | 15 Pkt. |
| 4.                                                | Polen                  | Michał Kwiatkowski (SKY)   | 13 Pkt. |
| 5.                                                | Danemark               | Søren Kragh Andersen (SUN) | 11 Pkt. |
| 6.                                                | Luxemburg              | Bob Jungels (QST)          | 10 Pkt. |
| 7.                                                | Russland               | Ilnur Zakarin (TKA)        | 9 Pkt.  |
| 8.                                                | Slowenien              | Primož Roglič (TLJ)        | 8 Pkt.  |
| 9.                                                | Spanien                | Marc Soler (MOV)           | 7 Pkt.  |
| 10.                                               | Australien             | Michael Hepburn (MTS)      | 6 Pkt.  |
| 11.                                               | Vereinigtes Konigreich | Adam Yates (MTS)           | 5 Pkt.  |
| 12.                                               | Schweiz                | Stefan Küng (BMC)          | 4 Pkt.  |
| 13.                                               | Italien                | Damiano Caruso (BMC)       | 3 Pkt.  |
| 14.                                               | Spanien                | Jonathan Castroviejo (SKY) | 2 Pkt.  |
| 15.                                               | Spanien                | Ion Izagirre (TBM)         | 1 Pkt.  |